# Tityus proseni
Espèce
Tityus proseni est une espèce de scorpions de la famille des Buthidae.

## Distribution
Cette espèce est endémique du département de Cochabamba en Bolivie,. Elle se rencontre vers Locotal.

## Étymologie
Cette espèce est nommée en l'honneur d'Alberto F. Prosen.

## Publication originale
- Ábalos, 1954 : « Descripcion de una nueva especie de Tityus (Buthidae; Scorpiones). » Anales del Instituto de Medicina Regional Tucuman, vol. 4, no 1, p. 107-113.